# Paul Paris

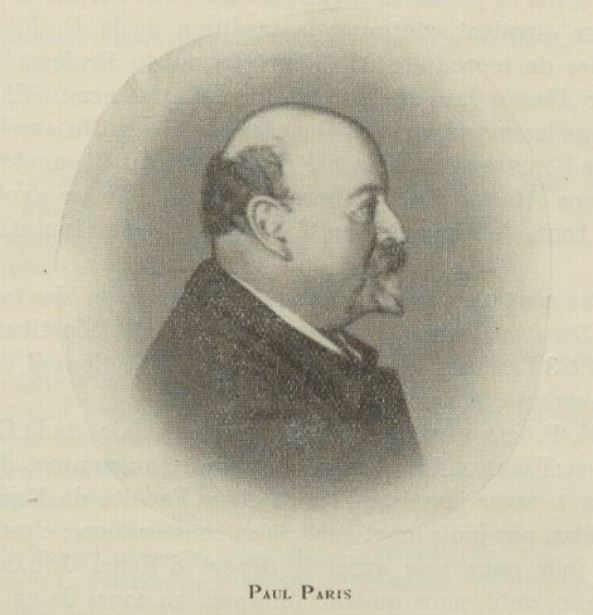
Jean Ferdinand Paul Paris (1875–1938)

Jean Ferdinand Paul Paris (* 16. August 1875 in Chaumont, Département Haute-Marne; † 2. Mai 1938 in Dijon, Département Côte-d’Or) war ein französischer Zoologe und Botaniker.

## Leben und Wirken

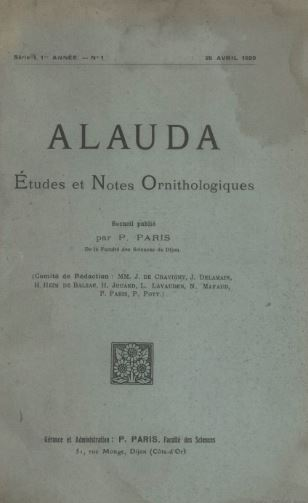
Titelblatt der ersten Ausgabe von Alauda

Paul Paris kam 1901 an die wissenschaftliche Fakultät der Université de Bourgogne, bei der er als Präparator begann. Hier durchlief er langsam, aber beständig verschiedene Etappen seiner Karriere. Sein erster Mentor an der Fakultät war der Physiologe Clément Léger Nicolas Jobert (1840–1910), der zunehmend an Demenz litt. Dieser verbrannte in einem Anfall von Umnachtung viele Dokumente, Aufnahmen, Manuskripte und Fotografien, die in seinem Labor entstanden waren. Viele Forschungsarbeiten, an denen Paris zwischen 1901 und 1905 arbeitete, fielen diesem Ereignis zum Opfer und erklären die Lücke an wissenschaftlichen Publikationen für diesen Zeitraum. Trotzdem nützte ihm seine physiologische Ausbildung für seine späteren Forschungen auf den Gebieten der Zoologie, Botanik und Geologie. Erst im Jahr 1922 hielt er erste Vorlesungen über Zoologie und zur Physiologie von Tieren. Nach dem Tod von Marie Eugène Edmond Hesse (1872–1934) im Jahr 1934 übernahm er dessen Lehrstuhl.
Paris beschäftigte sich sowohl mit zoologischen als auch mit botanischen Fragen, doch galt sein Forschungsschwerpunkt der Ornithologie. So was er es, der 1921 den zweiten Band von Faune de France, einem  92-bändigen Werk, bearbeitete. Dieser Band beschäftigte sich mit den Vögeln Frankreichs.
Außerdem war Paris auch sehr an der Süßwasserfauna interessiert. In Saint-Jean-de-Losne engagierte er sich als Direktor der Station Aquicole Grimaldi, die sich am Zufluss des Canal de Bourgogne zur Saône befand. Hier errichtete er ein kleines Museum mit einem Studienzentrum, welches jedes Jahr zur Ferienzeit von zahlreichen Studenten, nicht nur aus Dijon, sondern auch von anderen Fakultäten, besucht wurde.
In Dijon war er Kurator des naturhistorischen Museums, das als eines der Besten der ganzen Provinz zählte. Außerdem hielt er sich im Jardin botanique de l'Arquebuse de Dijon eine Lachs-Aufzucht. So veröffentlichte er 1935 in Bulletin scientifique de Bourgogne einen Artikel unter dem Titel „Les captures du pêcheur dans nos eaux douces. Tableaux de détermination.“, in dem er einheimische Fische, Amphibien und Krebstiere bzw. Flusskrebse bestimmte.
Die Société d'Aquiculture verlieh ihm  1928 eine Bronzemedaille (Grand module) und 1935 wurde er mit der Grande Médaille Annuelle ausgezeichnet.
Er gründete 1929 Alauda, eine ornithologische Fachzeitschrift, bei der Jacques de Chavigny (1880–1963), Jacques Delamain (1874–1953), Adrien Joseph Louis Lavauden (1881–1935), Noël Mayaud (1899–1989), Henri Heim de Balsac (1899–1979), Paul Poty (1889–1962), Henri Louis Ernest Jouard (1896–1938) sowie Paris in der Redaktion saßen.
Paris verstarb nach einer schmerzhaften Krankheit.

## Dedikationsnamen
1928 beschrieb Henri Louis Ernest Jouard Parus ater parisi, ein Synonym für die Tannenmeise (Periparus ater (Linnaeus, 1758)) und 1929 Certhia brachydactyla parisi ein Synonym für den Gartenbaumläufer (Certhia brachydactyla megarhynchos Brehm, CL, 1831).

## Schriften (Auswahl)
- Faune de France: Oiseaux. Band 2. Lechevalier, Paris 1921 (faunedefrance.org [PDF; 21,8 MB]).
- Les captures du pêcheur dans nos eaux douces. Tableaux de détermination. In: Bulletin scientifique de Bourgogne. Band 5, 1935, S. 89–121.